# ロベール・エルツ
ロベール・エルツ（Robert Hertz、1881年6月22日 - 1915年4月13日）は、フランスの社会学者、人類学者である。デュルケーム学派。将来を嘱望されながらも第一次世界大戦によってその短い生涯を閉じた。
『右手の優越 - 宗教的両極性の研究』の著者。

## 生涯
1881年、サン＝クルーで生まれた。1904年にエコール・ノルマルを首席で卒業し、哲学の教授資格(アグレガシオン)を取得した。イギリスの大英博物館で短期間の研究を行ったのち、フランスに戻りエミール・デュルケームとマルセル・モースのもとで博士論文のテーマに選んだ研究に着手した。専門は宗教社会学であり、社会学年報派の有力なメンバーであった。

## 研究内容と業績
彼の名は、初期の論文"A contribution to the study of the collective representation of death"(1960年、ロドニー・ニーダムにより"Death and the Right Hand"『右手の優越』として英訳された。)によって知られている。その論文はエヴァンス＝プリチャードに影響を与えたほか、レヴィ＝ストロースによる構造主義の先駆であるとみなす人も多い。未完の博士論文は"Sin and Expiation in Primitive Societies"と題されており、その一部は社会学年報に執筆した記事と、彼が妻との間に交わした書簡をもとに公刊されている。主著『右手の優越』は、たとえばリチャード・ロビンズによる1997年の"The Cultural Construction of Social Hierarchy”にみられるように、現在でもしばしば人類学の論文に引用されている。